# Nehmten
Nehmten ist eine Gemeinde im Kreis Plön in Schleswig-Holstein. Namengebend war das adlige Gut Nehmten.

## Geografie und Verkehr
Die Kreisstadt Plön liegt etwa 12 km nördlich von Nehmten, die Landeshauptstadt Kiel etwa 35 km nordwestlich. Nehmten grenzt an die Kreise Segeberg und Ostholstein.
Zur Gemeinde gehören die Ortsteile Bredenbek, Godau, Sepel sowie die Streusiedlungen Vogelsang, Sande, Pehmen, Pehmerhörn, Pehmerfelde und Stadtbek.
Nehmten liegt im Naturpark Holsteinische Schweiz. Etwa 116 Hektar Wiesen entlang der Tensfelder Au wurden renaturiert.

## Geschichte

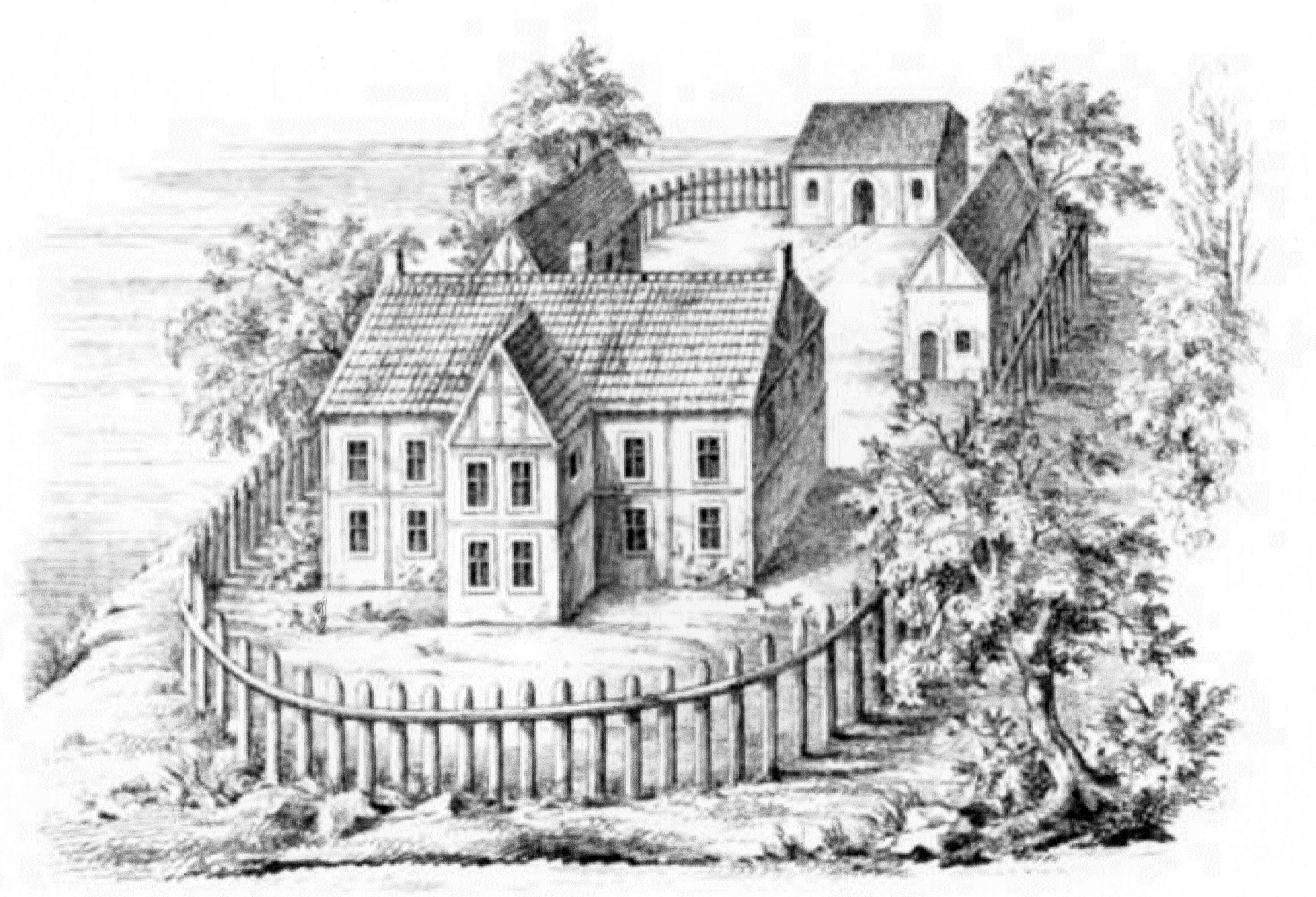
Gut Nehmten um 1862

Im Jahre 1244 wurde Nehmten mit dem dazugehörigen Dorf Godau erstmals urkundlich erwähnt, 1351 das Gut Pehmen, 1433 das zum Gut Nehmten gehörende Dorf Sepel und 1649 das Dorf Bredenbek.
Nahe dem heutigen Gut befand sich im Mittelalter eine Turmhügelburg. Wem die Burg gehörte, ist unklar; das Dorf Nehmten war 1460 im Besitz von Christian I., der es an Klaus von Rantzau verpfändete. Ab 1512 sind die Namen der Gutsbesitzer bekannt. Im 18. Jahrhundert kam der Besitz an die Familie Schreiber von Cronstern, in welche im 19. Jahrhundert Carl von Scheel-Plessen einheiratete, dem sein Sohn Ludwig von Plessen-Cronstern folgte; seither gehörte das Gut den Grafen von Plessen, bis es jüngst im Erbweg an Christoph Freiherr von Fürstenberg überging.
Das Schloss des adeligen Gutes Nehmten, das direkt am Großen Plöner See gelegen ist, wurde um 1712 errichtet und um 1850 erweitert; es erhielt eine klassizistische Fassade. Vom nördlichen Portal besteht durch den Park eine direkte Blickachse zum Schloss Plön. Das Herrenhaus nebst Gutspark und verschiedenen Alleen ist als Kulturdenkmal geschützt.
Im Jahre 1889 wurden das ehemalige herzogliche Plönsche Kammergut Pehmen, das seit 1638 dem Amt Plön angehörte, und das Dorf Bredenbek zur Landgemeinde Pehmen-Bredenbek zusammengeschlossen.
Am 1. Oktober 1928 wurde die Gemeinde Nehmten aus dem Gutsbezirk Nehmten und der Landgemeinde Pehmen-Bredenbek gebildet.

## Die Sage von Nehmten
„Als in grauen Zeiten das Christentum sich hier im Lande verbreitete, hausten am Plöner See zwei Rittersleute, von denen der eine schon Christ, der andere noch Heide war. Sie lebten bald in Unfrieden, bald so miteinander, als wenn sie zwölf Meilen auseinander wohnten und sich gar nicht kannten. Als einmal der christliche Ritter von einer langen Reise zurückkam, war unterdes des heidnischen Ritters Töchterlein zur blühenden Jungfrau geworden; beide führte erst der Zufall zusammen, bald aber öfter die Liebe und sie gelobten einander Treue. Lange verweigerte der heidnische Ritter ihrem Bunde seine Einwilligung. Endlich ließ er sich bewegen und nun ein großes Stück von seinem Lande abnehmen, seiner Tochter zur Mitgift, und sprach dabei: »Nehmt hen!« – Der glückliche Christenritter setzte zu der Krone seines Wappens den Stern seines Schwiegervaters und das Geschlecht der Kronstern besitzt bis auf den heutigen Tag das Gut Nehmten.
Durch Herrn Dr. Klander in Plön. – 1768 kam das Gut erst in die Hände der Familie, die überdies wohl zu den jüngsten des Landes gehört.“

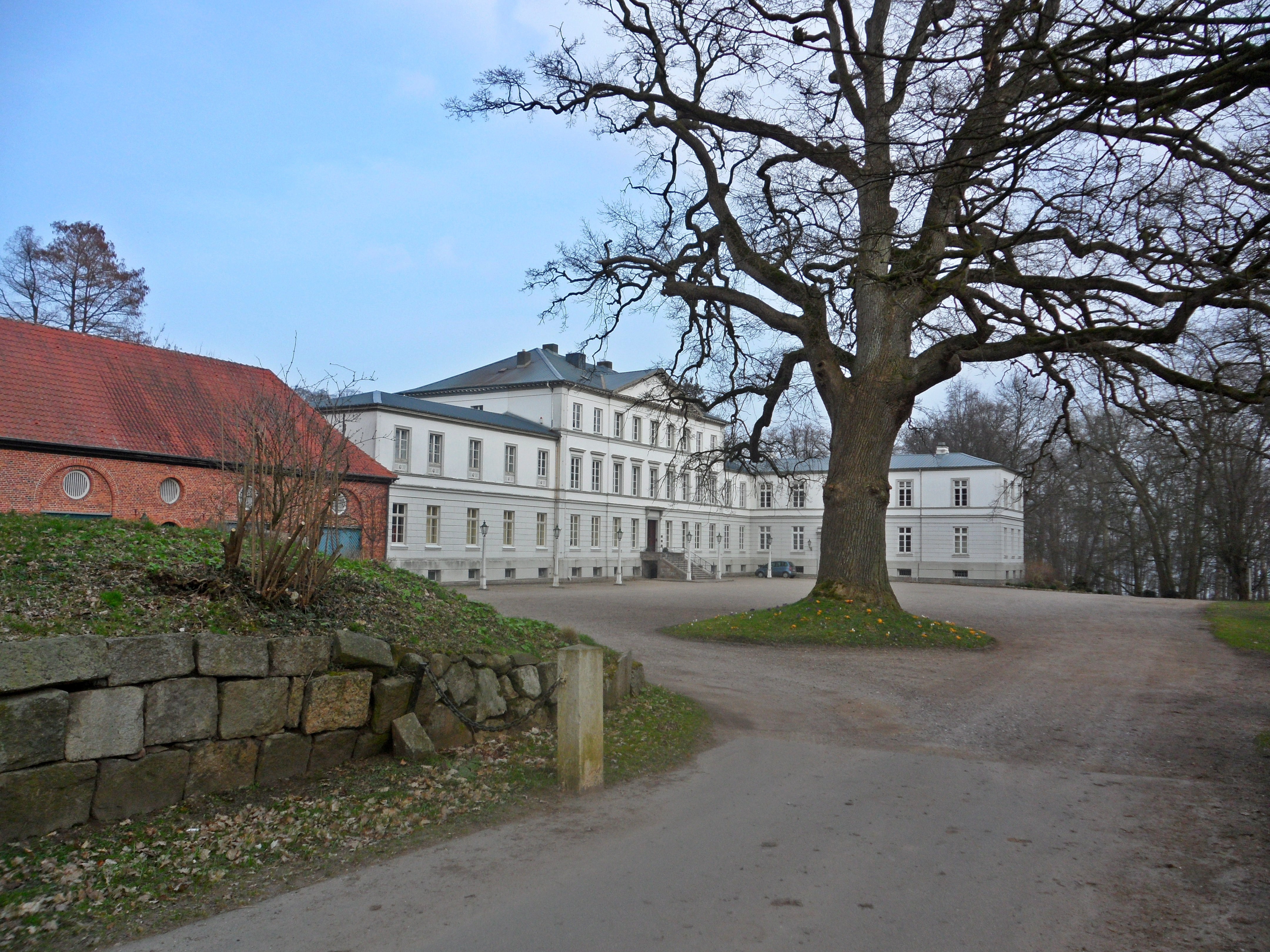
Gut Nehmten, 2012

## Politik

### Gemeindevertretung
Bei der Kommunalwahl am 14. Mai 2023 wurden insgesamt neun Sitze vergeben. Von diesen erhielt die Allgemeine Freie Wählergemeinschaft Nehmten sechs Sitze, die Aktive Wählergemeinschaft Nehmten zwei Sitze und die SPD einen Sitz.

### Wappen
Blasonierung: „In Blau ein breiter goldener Wappenpfahl mit fünf grünen gestellten Eichenblättern 2 : 1 : 2.“

## Persönlichkeiten
- Anna Katharina Kasch (1839–1900), Schriftstellerin und Übersetzerin